# Frithiof Söderbergh
Svante Frithiof Edvard Söderbergh (i riksdagen kallad Söderbergh i Karlshamn), född 10 april 1864 i Karlshamn, död där 1 juli 1924, var en svensk borgmästare och politiker (liberal).
Frithiof Söderbergh, som var son till en sjökapten, avlade hovrättsexamen 1887 vid Uppsala universitet och gjorde därefter karriär i domstolsväsendet. År 1896 utsågs han till borgmästare i Karlshamn, en post han innehade till sin död.
Han engagerade sig i den frisinnade rörelsen och var 1909–1910 ordförande i Blekinge läns frisinnade valkretsförbund (motsvarande dagens länsförbund). Han ingick också i Frisinnade landsföreningens förtroenderåd (motsvarande partistyrelse) 1908–1915.
Han var riksdagsledamot 1906–1916, år 1906–1910 i andra kammaren för Karlshamns, Sölvesborgs och Ronneby valkrets och 1911–1916 i första kammaren för Blekinge läns valkrets. I riksdagen var han bland annat vice ordförande i 1909–1910 års första tillfälliga utskott och ledamot i lagutskottet 1911–1916. Han engagerade sig bland annat i alkoholpolitiska frågor.

Riddare av Kungl. Vasaorden   1908
Riddare av Kungl. Nordstjärneorden   1914